# 167-й меридіан західної довготи
167-й меридіан західної довготи — лінія довготи, що лежить на 167 градусів західніше Гринвіцького меридіана. Вона проходить від Північного полюса через Північний Льодовитий океан, Північну Америку, Тихий океан, Південний океан та Антарктиду до Південного полюса.
167-й меридіан західної довготи формує велике коло разом із 13-тим меридіаном східної довготи.

## Список географічних об'єктів, що перетинає 167° зх. д.
Починаючи на Північному полюсі та рухаючись до Південного полюса, 167-й меридіан західної довготи проходить через:
| Координати                                                   | Країна, територія або море | Примітки                                                  |
| ------------------------------------------------------------ | -------------------------- | --------------------------------------------------------- |
| 90°0′ пн. ш. 167°0′ зх. д. / 90.000° пн. ш. 167.000° зх. д.  | Північний Льодовитий океан |                                                           |
| 71°48′ пн. ш. 167°0′ зх. д. / 71.800° пн. ш. 167.000° зх. д. | Чукотське море             | Проходить західніше миса Пойнт-Хоуп[en], Аляска, США      |
| 66°33′ пн. ш. 167°0′ зх. д. / 66.550° пн. ш. 167.000° зх. д. | Берингове море             |                                                           |
| 66°0′ пн. ш. 167°0′ зх. д. / 66.000° пн. ш. 167.000° зх. д.  | США                        | Аляска — проходить через півострів Сьюард                 |
| 65°22′ пн. ш. 167°0′ зх. д. / 65.367° пн. ш. 167.000° зх. д. | Берингове море             |                                                           |
| 60°13′ пн. ш. 167°0′ зх. д. / 60.217° пн. ш. 167.000° зх. д. | США                        | Аляска — проходить через острів Нунівак                   |
| 59°59′ пн. ш. 167°0′ зх. д. / 59.983° пн. ш. 167.000° зх. д. | Берингове море             |                                                           |
| 53°57′ пн. ш. 167°0′ зх. д. / 53.950° пн. ш. 167.000° зх. д. | США                        | Аляска — проходить через острів Уналашка                  |
| 53°25′ пн. ш. 167°0′ зх. д. / 53.417° пн. ш. 167.000° зх. д. | Тихий океан                | Становить східний морський кордон[en] Островів Кука       |
| 60°0′ пд. ш. 167°0′ зх. д. / 60.000° пд. ш. 167.000° зх. д.  | Південний океан            |                                                           |
| 78°28′ пд. ш. 167°0′ зх. д. / 78.467° пд. ш. 167.000° зх. д. | Антарктида                 | Проходить через Територію Росса (претендує Нова Зеландія) |